# Emma Tenayuca

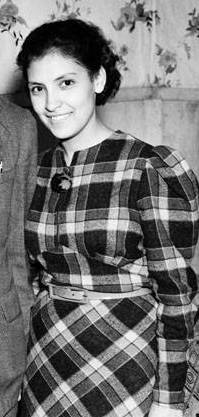
Emma Tenayuca

Emma Tenayuca (* 21. Dezember 1916 in San Antonio, Texas; † 23. Juli 1999) war eine US-amerikanische Aktivistin der Arbeiterbewegung. Sie setzte sich für den Mindestlohn ein und war bekannt für ihre leidenschaftlichen Reden.

## Leben
Tenayuca wuchs bei ihren Großeltern auf und hatte zehn Geschwister. Mit 16 Jahren trat sie der Arbeiterbewegung bei. Sie kam mit den Streiks des Zigarrenherstellers Finck Cigar Company in Berührung. Nachdem sie die Brackenridge High School abschloss (1934), wurde sie Aufzugführerin. Sie fühlte sich jedoch weiterhin der Arbeiterbewegung zugehörig und wurde festgenommen, als sie an den Streiks bei Finck Cigar Company teilnahm. Im Jahr 1937 wurde Tenayuca in San Antonio zur Generalsekretärin der Workers’ Alliance über zehn Teilabschnitte. Tenayuca wurde 1938 zu einer Repräsentation im Streik der Pekannuss-Schäler. Es gab mehrere Gründe für den Streik. Der Staub der Arbeit führte zu hohen Tuberkulose-Raten. Auch waren die sanitären Anlagen für die Arbeiter unzureichend. Ihre Gehälter waren zudem gekürzt worden.
Am 25. August 1939 wurde Tenayuca die Möglichkeit zur Ansprache bei einem Treffen einer kleineren kommunistischen Partei gegeben. Hierbei kam es jedoch zu Gewaltausbrüchen im mit Antikommunisten bestückten Publikum. Zwar gelang ihr das sichere Verlassen der Veranstaltung, Tenayuca erhielt fortan jedoch wiederholt Todesdrohungen. Nachdem sie durch den Vorfall auf die schwarze Liste gesetzt worden war, war sie zum Verlassen San Antonios gezwungen. Sie übersiedelte nach San Francisco. Im Jahr 1952 erwarb sie ein Zertifikat, das sie zur Arbeit als Lehrerin berechtigte. Sie arbeitete an der Harlandale school in San Antonio, nachdem ihr die Rückkehr nach Texas erlaubt wurde. Im Jahr 1974 erwarb Tenayuca an der Our Lady of the Lake University den Master der Pädagogik. Seit 1982 war sie im Ruhestand. Tenayuca starb 1999.